# John Brashear
John Alfred Brashear (24 de noviembre de 1840 - 8 de abril de 1920) fue un astrónomo y constructor de instrumentos ópticos estadounidense.

## Vida y obra
Brashear nació en Brownsville, Pensilvania, una ciudad unos 56 km al sur de Pittsburgh a lo largo del río Monongahela. Su padre, Basil Brown Brashear, era talabartero, y su madre, Julia Smith Brashear, era maestra de escuela. Era el mayor de siete hermanos. Durante su infancia, John Brashear estuvo fuertemente influido por su abuelo materno, Nathanial Smith, que se dedicaba a reparar relojes. Cuando cumplió nueve años, su abuelo le llevó a mirar a través del telescopio ambulante que 'Squire' Joseph P. Wampler había instalado en la pequeña localidad de Brownsville. Aquella fugaz visión de la luna y del planeta Saturno impresionaron a Brashear para el resto de su vida. Después de recibir una educación escolar corriente hasta los 15 años, trabajó como aprendiz de un maquinista y se diplomó en comercio a los 20 años.
A comienzos de 1861 Brashear trabajaba como operario de un molino de bolas de acero en Pittsburgh. Mantuvo su afición a la astronomía por las noches con la ayuda de su esposa Phoebe Stewart, una profesora escolar dominical a quien Brashear conoció en 1861 y con la que se casó en 1862. Demasiado pobre para adquirir un telescopio, Brashear montó un taller en una carbonera de tres metros cuadrados situada detrás de su casa, y decidió construir su propio refractor.

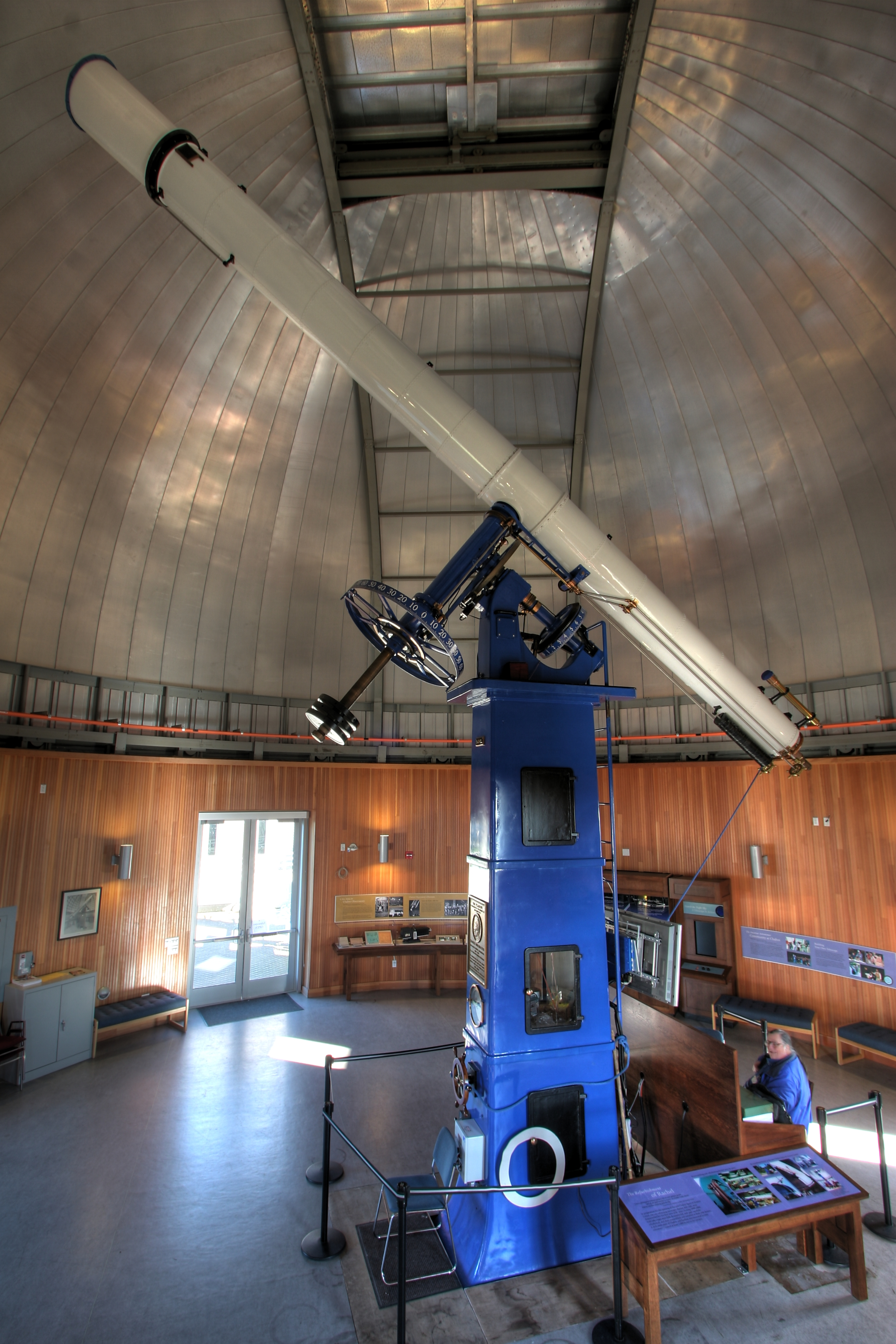
Telescopio de 20".

Comenzando en 1880, dedicó su tiempo a fabricar instrumentos astronómicos y científicos, e ideó varios experimentos. Desarrolló un método mejorado para platear el vidrio, que se convertiría en el estándar para recubrir las primeras superficies de espejos (conocido como "Proceso Brashear") hasta que los métodos de metalización en vacío empezaron a reemplazarlo en 1932.
Brashear patentó pocos instrumentos y nunca registró sus técnicas de fabricación. Fundó la "John A. Brashear Co." con su yerno y socio, James Brown McDowell (actualmente es una división de L-3 Comunications, todavía basada en Pittsburgh). Sus equipos obtuvieron una gran reputación en todo el mundo. Instrumentos y elementos ópticos de precisión producidos por John Brashear fueron adquiridos por los principales observatorios del mundo debido a su calidad. Algunos siguen en uso hoy en día. 
En 1892 Brashear hizo el segundo de sus tres viajes a Europa, dedicando la visita a dar una serie de conferencias. En 1898 fue nombrado director del Observatorio Allegheny en Pittsburgh, continuando en este puesto hasta 1900.
Entre 1901 y 1904, fue rector suplente de la Universidad Occidental de Pensilvania, ahora conocida como Universidad de Pittsburgh, después de servir como miembro del grupo de fideicomisarios desde 1896. Brashear también fue fideicomisario del Instituto Carnegie de Tecnología y Presidente de la Academia de Ciencias y Artes.
John y Phoebe Brashear también continuaban en activo en su iglesia. John era el director del coro de la Iglesia Episcopal Metodista de Bingham Street y organizó la Cantata Society, asociación de coros de iglesias del lado sur de Pittsburgh. Durante la Exposición Universal de San Francisco de 1915, se mostró un telescopio de 20" fabricado por Warner & Swasey Company con óptica de John Brashear, quien fue nombrado "El Hombre más Distinguido del Estado" por el Gobernador de Pensilvania Martin Grove Brumbaugh. El telescopio sigue en uso hoy en día en el "Centro de Ciencia Chabot del Espacio" en Oakland, California.
John Brashear fue admirado y apreciado por sus conciudadanos de Pensilvania occidental y por astrónomos internacionales, quienes familiarmente le llamaban "Tío John".
En 1919, sufrió una intoxicación por tomaína (envenenamiento alimentario causado por toxinas bacterianas presentes en algunos alimentos caducados), que le produjo una enfermedad debilitante que acabó con su vida en seis meses. Murió a los 79 años de edad en su casa de South Side. Sus restos permanecieron en la Gran Sala del Monumento a los Soldados y Marineros.
Sus cenizas están enterradas en una cripta bajo el Telescopio Keeler en el Observatorio de Allegheny junto con los de su mujer. En una placa de la cripta se puede leer: "Hemos amado las estrellas demasiado intensamente para tener miedo de la noche.", parafraseando la última línea del poema "El Viejo Astrónomo a su Alumno" de Sarah Williams. Fue sobrevivido por una hija y varios hermanos.
El equipo que estaba derribando la fábrica de telescopios Brashear de Pittsburgh en 2015, encontró una cápsula del tiempo que se convirtió en objeto de disputa acerca de a quién podía pertenecer.

## Honores

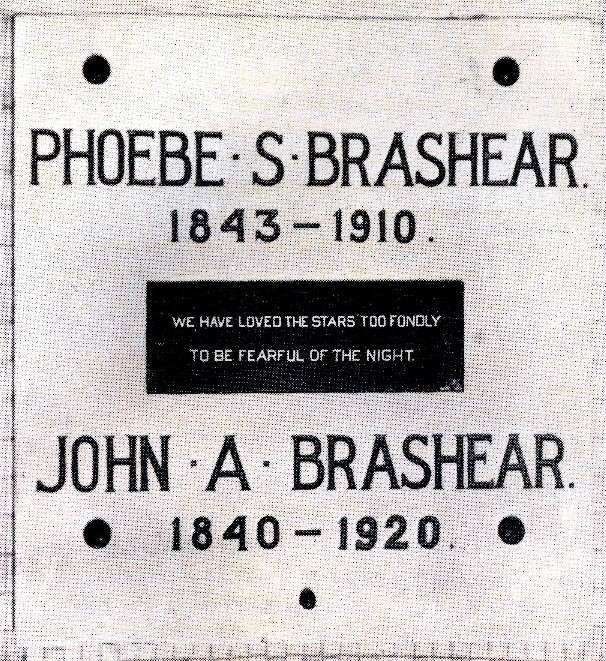
Placa en la cripta del Observatorio Allegheny

- Recibió la Medalla Elliott Cresson del Instituto Franklin en 1910.
- La "Asociación Brashear" fue fundada en 1916 en su memoria.
- En 2012, la Casa y Fábrica de John A. Brashear en el 1954 de la Avenida Perrysville en el barrio de Perry al sur de Pittsburgh fue incluida en el Registro Nacional de Sitios Históricos.[7]

Eponimia
- El cráter lunar Brashear[8]
- El cráter de Marte Brashear[9]
- El asteroide (5502) Brashear[10]
- El Instituto Brashear en Pittsburgh, Pensilvania (1976)
- La calle Brashear en Pittsburgh, Pensilvania

## Lecturas relacionadas
- Brashear, John A., Edited by W. Lucian Scaife (1925). John A. Brashear, Autobiography of A Man Who Loved the Stars. Boston: Houghton Mifflin Company.- See also later reprints.

- «Obituary notice, Pittsburgh Post-Gazette, April 8, 1920».